# ゴールドラッシュ (アルバム)
『ゴールドラッシュ』は、矢沢永吉4作目のスタジオ・アルバム。1978年6月1日、CBS・ソニーから発売。

## 概要
同年夏の資生堂キャンペーンソングに採用され、100万枚の売上を記録したシングル「時間よ止まれ」を収録。
1978年6月12日付けのオリコンチャートで1位を達成、以降同年7月10日まで5週連続でトップを保ち、鮮烈なジャケットのビジュアルも含めて、ロック史上不滅のベストセラーになった。
矢沢はTBSの当時の人気番組『ザ・ベストテン』への出演を拒否する他、アルバムとツアーを大切に活動するアーティストとしてのポリシーを貫いた。ツアー「EIKICHI YAZAWA CONCERT TOUR 1978「GOLD RUSH '78 PART-1」を同年3月20日からスタートし、ツアー中に本アルバムを発売。ツアー・ファイナルとして同年8月28日に後楽園球場で単独公演を敢行。会場周辺を機動隊が取り囲む異例のライヴを大成功させて、矢沢はその存在感を決定付けた。また同年7月25日に自著伝『成りあがり』を出版し、同書は版を重ねて100万部を超えるベストセラーとなった。また当時は毎年5月に公表されていた長者番付歌手部門(1977年度)で、ロックミュージシャンとして初めて1位になっている。

## 評価
川崎大助の2015年の著書『日本のロック名盤ベスト100』において、本作は第5位に選ばれた。川崎は「フランク・シナトラ調のクルーナー唱法、つまりロックンロール以前の時代のクールネスをも意識しつつ、それでいて日本の演歌的なねばっこさをも内包する歌世界は、ユニークきわまりない」と指摘している。

## 収録曲

### LP
| 全作曲・編曲: 矢沢永吉。 |                      |           |            |      |
| #                        | タイトル             | 作詞      | 作曲・編曲 | 時間 |
| 1.                       | 「ゴールドラッシュ」 | 山川啓介  | 矢沢永吉   | 4:55 |
| 2.                       | 「昨日を忘れて」     | 西岡恭蔵  | 矢沢永吉   | 3:05 |
| 3.                       | 「鎖を引きちぎれ」   | 山川啓介  | 矢沢永吉   | 3:15 |
| 4.                       | 「ラッキー・マン」   | 木原敏雄  | 矢沢永吉   | 3:03 |
| 5.                       | 「ボーイ」           | 相沢行夫  | 矢沢永吉   | 5:19 |
| 合計時間:                | 合計時間:            | 合計時間: | 19:37      |      |

| 全作曲・編曲: 矢沢永吉。 |                  |           |            |      |
| #                        | タイトル         | 作詞      | 作曲・編曲 | 時間 |
| 1.                       | 「さめた肌」     | 木原敏雄  | 矢沢永吉   | 4:15 |
| 2.                       | 「今日の雨」     | 木原敏雄  | 矢沢永吉   | 4:07 |
| 3.                       | 「時間よ止まれ」 | 山川啓介  | 矢沢永吉   | 4:28 |
| 4.                       | 「ガラスの街」   | 木原敏雄  | 矢沢永吉   | 3:22 |
| 5.                       | 「長い旅」       | 山川啓介  | 矢沢永吉   | 6:28 |
| 合計時間:                | 合計時間:        | 合計時間: | 22:40      |      |

### CD
| 全作曲・編曲: 矢沢永吉。 |                      |           |            |      |
| #                        | タイトル             | 作詞      | 作曲・編曲 | 時間 |
| 1.                       | 「ゴールドラッシュ」 | 山川啓介  | 矢沢永吉   | 4:55 |
| 2.                       | 「昨日を忘れて」     | 西岡恭蔵  | 矢沢永吉   | 3:05 |
| 3.                       | 「鎖を引きちぎれ」   | 山川啓介  | 矢沢永吉   | 3:15 |
| 4.                       | 「ラッキー・マン」   | 木原敏雄  | 矢沢永吉   | 3:03 |
| 5.                       | 「ボーイ」           | 相沢行夫  | 矢沢永吉   | 5:19 |
| 6.                       | 「さめた肌」         | 木原敏雄  | 矢沢永吉   | 4:15 |
| 7.                       | 「今日の雨」         | 木原敏雄  | 矢沢永吉   | 4:07 |
| 8.                       | 「時間よ止まれ」     | 山川啓介  | 矢沢永吉   | 4:28 |
| 9.                       | 「ガラスの街」       | 木原敏雄  | 矢沢永吉   | 3:22 |
| 10.                      | 「長い旅」           | 山川啓介  | 矢沢永吉   | 6:28 |
| 合計時間:                | 合計時間:            | 合計時間: | 42:17      |      |

## クレジット
- 相沢行夫 - エレクトリック・ギター
- 木原敏雄 - エレクトリック・ギター
- 後藤次利 - エレクトリック・ベース
- 坂本龍一 - キーボード
- 村上秀一 - ドラム
- つのだひろ - ドラム
- 藤井章司 - ドラム
- 高橋幸宏 - ドラム（「時間よ止まれ」）
- 斎藤ノブ - パーカッション
- 駒沢裕城 - スティール・ギター
- Jake H. Concepcion - ブラス